# أيفي نايل
إميلي أندزوليس (من مواليد 26 فبراير 1992) هي فنانة قتالية أمريكية مختلطة ومنافسة لياقة بدنية ومصارعة محترفة موقّعة حاليًا مع دبليو دبليو إي، حيث تؤدي عروضها تحت اسم أيفي نايل على العلامة التجارية دبليو دبليو إي راو وهي عضو في فريق دياموند ميني.
وقعت دبليو دبليو إي عقد تطوير مع إميلي في 13 يناير 2020، قبل التوقيع عُرض على أندزوليس تجربة دبليو دبليو إي في وقت سابق في أبريل 2019 وذهبت للتدريب في أكاديمية جاكوبس بريتشارد للمصارعة تحت قيادة جلين "كين" جاكوبس وتوم بريتشارد في نوكسفيل، تينيسي.